# Beaumotte-Aubertans
Beaumotte-Aubertans é uma comuna francesa na região administrativa de Borgonha-Franco-Condado, no departamento de Alto Sona. Estende-se por uma área de 13,57 km². Em 2010 a comuna tinha 479 habitantes (densidade: 35,3 hab./km²).